# Coppa delle Coppe 1975-1976 (pallacanestro maschile)
La Coppa delle Coppe 1975-1976 di pallacanestro maschile venne vinta dagl'italiani della Cinzano Milano, vittoriosi nella finale al PalaRuffini di Torino sui francesi dell'ASPO Tours.

## Risultati

### Primo turno
| Squadra 1        | Totale    | Squadra 2              | Andata | Ritorno |
| ---------------- | --------- | ---------------------- | ------ | ------- |
| Partizani Tirana | 4 - 0     | Al-Ittihad Alessandria | 2-0    | 2-0     |
| Crystal Palace   | 140 - 130 | BUS Duffel             | 73-71  | 67-59   |
| Ármann Reykjavík | 146 - 195 | Honka Playboys         | 65-88  | 81-107  |
| Al Wahda Damasco | 0 - 4     | Slavia VŠ Praga        | 0-2    | 0-2     |
| Olympiakos Pireo | 162 - 145 | Hapoel Gvat/Yagur      | 89-63  | 73-82   |
| Fribourg Olympic | 142 - 153 | Soma Vienna            | 79-67  | 63-86   |

### Ottavi di finale
| Squadra 1        | Totale    | Squadra 2              | Andata | Ritorno |
| ---------------- | --------- | ---------------------- | ------ | ------- |
| Solna IF         | 152 - 167 | Cinzano Milano         | 71-65  | 81-102  |
| Partizani Tirana | 159 - 181 | ASPO Tours             | 83-80  | 76-101  |
| Galatasaray      | 151 - 160 | Crystal Palace         | 91-77  | 60-83   |
| Honka Playboys   | 151 - 168 | Estudiantes Monteverde | 80-90  | 71-78   |
| SSV Hagen        | 162 - 151 | Slavia VŠ Praga        | 84-75  | 78-76   |
| Olympiakos Pireo | 142 - 125 | Soma Vienna            | 77-49  | 65-76   |

Rabotnički Skopje e CSKA Sofia qualificate automaticamente ai quarti.

### Quarti di finale

#### Gruppo A
|    | Squadra           | G | V | P | PF  | PS  | Dif | P.ti |
| -- | ----------------- | - | - | - | --- | --- | --- | ---- |
| 1. | Rabotnički Skopje | 3 | 2 | 1 | 552 | 537 | +15 | 5    |
| 2. | ASPO Tours        | 3 | 2 | 1 | 546 | 523 | +23 | 5    |
| 3. | CSKA Sofia        | 3 | 1 | 2 | 534 | 555 | -21 | 4    |
| 4. | Olympiakos Pireo  | 3 | 1 | 2 | 492 | 509 | -17 | 4    |

#### Gruppo B
|    | Squadra                | G | V | P | PF  | PS  | Dif | P.ti |
| -- | ---------------------- | - | - | - | --- | --- | --- | ---- |
| 1. | Estudiantes Monteverde | 3 | 3 | 0 | 576 | 507 | +69 | 6    |
| 2. | Cinzano Milano         | 3 | 2 | 1 | 543 | 513 | +30 | 5    |
| 3. | Crystal Palace         | 3 | 1 | 2 | 498 | 526 | -28 | 4    |
| 4. | SSV Hagen              | 3 | 0 | 3 | 494 | 565 | -71 | 3    |

|  | Qualificate alle semifinali |
|  | Eliminata                   |

### Semifinali
| Squadra 1      | Totale    | Squadra 2              | Andata | Ritorno |
| -------------- | --------- | ---------------------- | ------ | ------- |
| ASPO Tours     | 178 - 173 | Estudiantes Monteverde | 106-81 | 72-93   |
| Cinzano Milano | 179 - 171 | Rabotnički Skopje      | 90-67  | 89-104  |

### Finale
| Squadra 1      | Risultato | Squadra 2  |
| -------------- | --------- | ---------- |
| Cinzano Milano | 88 - 83   | ASPO Tours |

| Coppa delle Coppe 1975-1976 |
| --------------------------- |
| Cinzano Milano 3º titolo    |

## Formazione vincitrice
| N° | Naz.                   | Ruolo | Sportivo             |  | Alt. |  |
| -- | ---------------------- | ----- | -------------------- |  | ---- |  |
| 5  | Italia (bandiera)      | P     | Antonio Francescatto |  |      |  |
| 6  | Italia (bandiera)      | G     | Giuseppe Brumatti    |  |      |  |
| 7  | Italia (bandiera)      | P     | Maurizio Benatti     |  |      |  |
| 9  | Italia (bandiera)      | C     | Vittorio Ferracini   |  |      |  |
| 10 | Stati Uniti (bandiera) | AG    | Red Robbins          |  |      |  |
| 11 | Italia (bandiera)      | C     | Maurizio Borghese    |  |      |  |
| 12 | Italia (bandiera)      | C     | Sergio Borlenghi     |  |      |  |
| 13 | Italia (bandiera)      | G     | Paolo Bianchi        |  |      |  |
| 14 | Italia (bandiera)      | G     | Franco Boselli       |  |      |  |
| 15 | Stati Uniti (bandiera) | GA    | Mike Sylvester       |  |      |  |
|    | Italia (bandiera)      | P     | Carlo Fabbricatore   |  |      |  |
|    | Italia (bandiera)      | P     | Dino Boselli         |  |      |  |
|    | Italia (bandiera)      | A     | Paolo Friz           |  |      |  |
|    | Italia (bandiera)      | A     | Vittorio Gallinari   |  |      |  |
|    | Italia (bandiera)      | C     | Marino Sabatini      |  |      |  |
|    | Italia (bandiera)      | All.  | Filippo Faina        |  |      |  |